# 정평초등학교 (경북)
정평초등학교는 대한민국 경상북도 경산시에 있는 공립 초등학교이다.

## 학교 연혁
- 2001.03.01 정평초등학교로 개교, 25학급 편성
- 2002.07.01 청운관(다목적 교실) 준공
- 2003.02.10 교실 9실 증축
- 2004.03.01 특수학급 1학급 신설
- 2015.02.13 제14회 졸업 (졸업생 총수 2,122명)
- 2015.03.01 제9대 신용희 교장 부임
- 2015.03.01 37학급 편성 (도움반 1학급 포함)
- 2018.02.09 제17회 졸업식